# القوة البحرية والزوارق الملكية الأردنية
 القوة البحرية الملكية الأردنية هي إحدى صنوف القوات المسلحة الأردنية. تشكلت نواة القوة البحرية الملكية سنة 1951 في مدينة العقبة وأطلق عليها آنذاك اسم أسطول الجيش العربي، حيث كانت قوتها آنذاك لا تتجاوز سرية مشاة، وفي عام 1952 انتقلت قيادة البحرية إلى منطقة كاليا في البحر الميت، في عام 1957 تم تشكيل فصيل زوارق خاصة في خليج العقبة. ونقل في عام 1967 إلى خليج العقبة. في عام 2003 بدا العمل ببناء قاعدة بحرية أكتمل بناؤها عام 2006 سُميت باسم قاعدة الأمير هاشم بن عبد الله الثاني.
كذلك شُكل بعد ذلك أي بين عامي 2006 و 2009 كل من كتيبة المشاة البحرية/77 وسرية الاتصالات البحرية/5 عام 2009.
وتُعد القوة مقارنة بالتشكيلات الأخرى داخل الجيش الأردني صغيرة ومحدودة؛ وذلك تبعا لمحدودية الساحل الأردني والمياه الإقليمية الأردنية كذلك وحجم السفن التجارية الأردنية. كما تتعاون البحرية الملكية الأردنية مع دول أخرى في المنطقة، كونها جزءًا من قوة المهام البحرية المشتركة 152 التي تعمل في الخليج العربي.

## القوات الخاصة البحرية
- الملكية الأردنية البحرية الضفدع البشري فريق
- الملكية الأردنية وحدة البحرية القوارب الخاصة

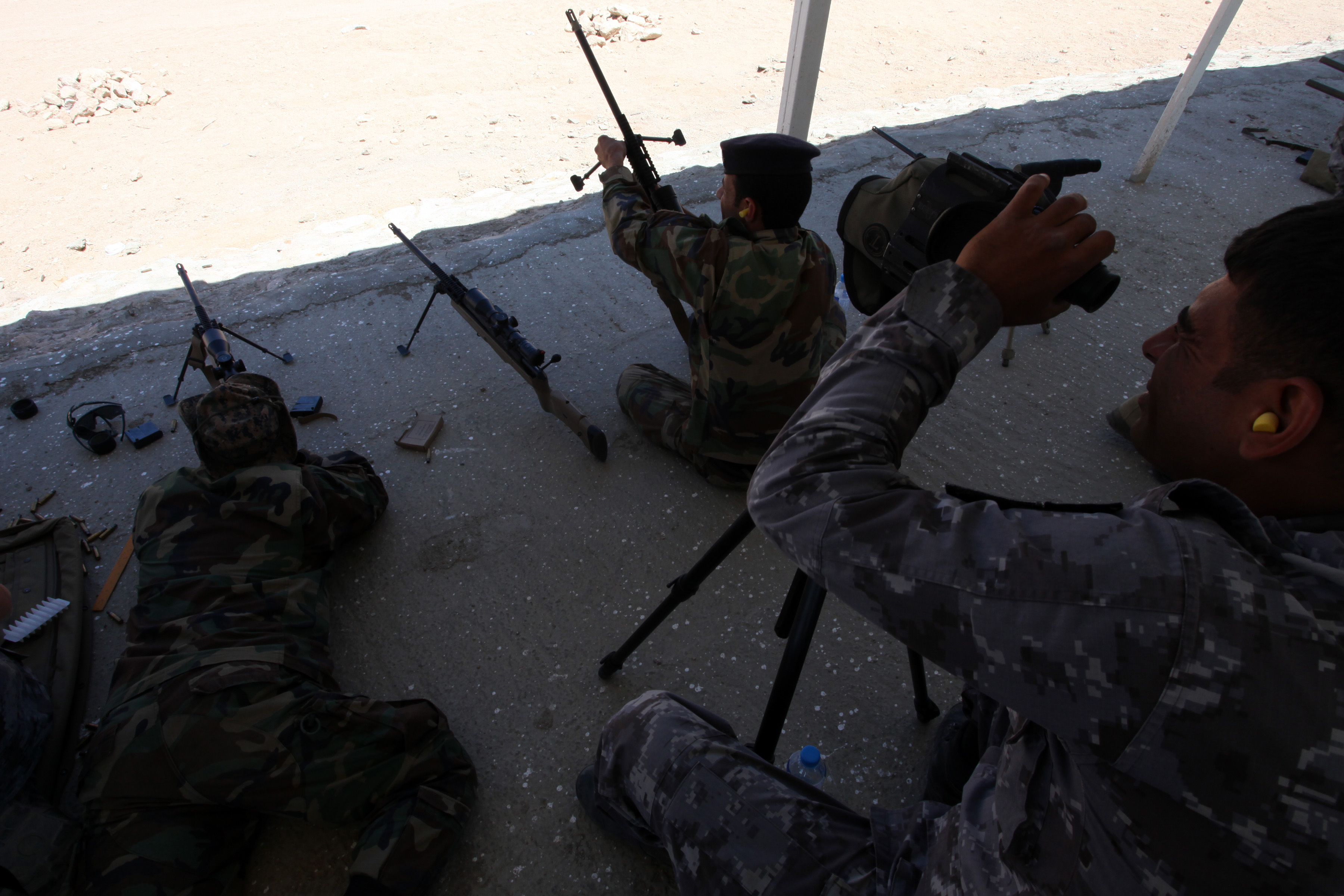
أعضاء كتيبة المشاة البحرية الأردنية 77 يتحققون من إعدادات الأسلحة.

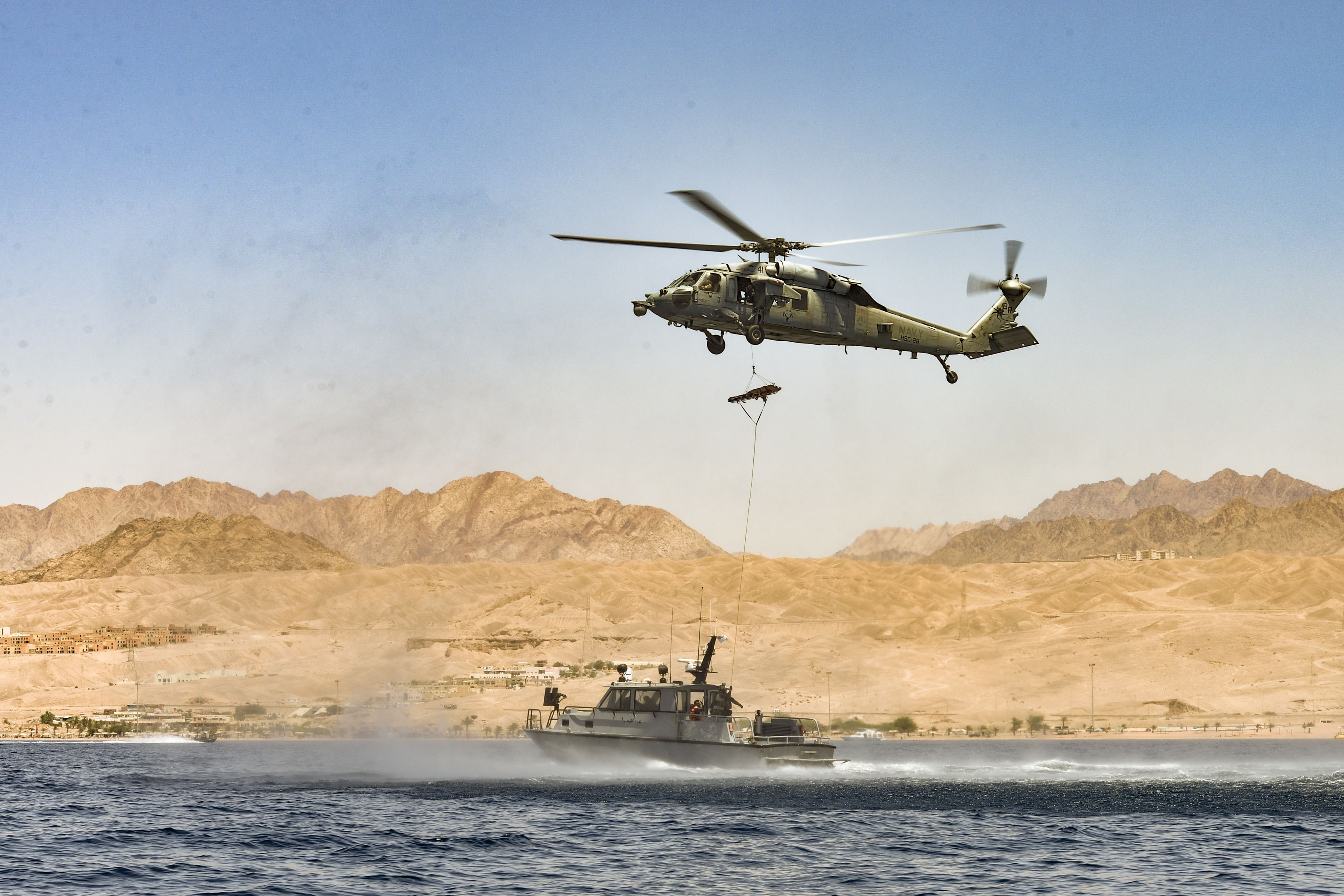
مروحية من طراز MH-60S Sea Hawk تابعة لسرب المروحيات القتالية البحرية 28 الأمريكية تتدرب على إجراءات إخلاء المصابين مع قارب دورية من مجموعة قوارب القتال التابعة للبحرية الملكية الأردنية خلال تمرين الأسد المتأهب في العقبة، الأردن 24 أبريل 2018م.

## زوارق دورية
- 3 × الحسين فئة (VT هوك) (2 × مدافع 30 ملم، 1 × 20 مم بندقية، 2 × 12.7 مم الرشاشات)[4]
- 2 × الهاشم فئة (نوع 412) (1 × 12.7 ملم MGS)
- 12 × عبد الله فئة (2 × MGS ملم 12.5)
- 4 × فيصل فئة (بيرترام) (1 × 12.7 ملم MGS)
- 4 × فيصل فئة (قائد) (2 × 12.5 ملم MGS)
- 2 × الصقر فئة (Rafaiel التحكم عن بعد) (1 ملغ × 7.62 ملم)

## القوات البحرية الخاصة
- 4 × 17 إطلاق القدم
- 4 × GRP القدم 19
- 2 × AMP-137 PB
- 2 × الضوء حرفة SRB

## البنية التحتية البحرية
- قواعد بحرية: 2 (العقبة، Hingat آل رامات)